# Paramimistena longicollis
Paramimistena longicollis là một loài bọ cánh cứng trong họ Cerambycidae.